# Fredrik Hermansson
Fredrik Hermansson (18 luglio 1976) è un tastierista svedese noto prevalentemente per essere stato membro della band progressive metal Pain of Salvation.

## Biografia
È entrato a far parte dei Pain of Salvation nel 1996, con cui ha fatto uscire sei album, un cd live e un dvd live. Fa anche parte della band fusion Programming Defaced con il bassista dei Pain of Salvation Simon Andersson e della band tango chiamata Tango Corazón. Fredrik ha studiato sia classica che jazz piano alla Birka Folkhögskola ad Östersund, Svezia, e musica da camera a Västerås, Svezia, dove ha conseguito il Master's Degree.

## Discografia

### Pain of Salvation
- 1997 - Entropia
- 1998 - One Hour by the Concrete Lake
- 2000 - The Perfect Element Pt. I
- 2002 - Remedy Lane
- 2004 - 12:5 (album dal vivo)
- 2004 - BE
- 2005 - BE Be: Original Stage Production DVD
- 2007 - Scarsick (The Perfect Element Pt. II)
- 2010 - Road Salt One
- 2011 - Road Salt Two